# Eccellenza Lazio 2014-2015
Il campionato italiano di calcio di Eccellenza regionale 2014-2015 è stato il ventiquattresimo organizzato in Italia. Rappresenta il quinto livello del calcio italiano. Il campionato si è concluso con la vittoria del Trastevere per il girone A, al suo primo titolo, e dell'Albalonga per il girone B,al suo secondo titolo.
Tutte le squadre iscritte al campionato di Eccellenza hanno diritto, salvo mancate iscrizioni, a partecipare alla fase regionale della Coppa Italia Dilettanti Lazio.

## Stagione
Il campionato di Eccellenza Lazio è composto da 36 squadre divise in due gironi da 18. Vi partecipano le 22 squadre salvatesi la precedente stagione, 1 retrocessa dalla Serie D (Nuova S. Maria delle Mole), 2 riammesse (il Monte S.Giovanni Campano e Monterotondo), 10 promosse dalla Promozione Lazio (Nettuno, Vigor Acquapendente, Serpentara Bellegra, Cassino (tramite promozione diretta), Città di Fiumicino, ALMAS, Nuova Itri (tramite play-off), Cre.Cas. Città di Palombara (come finalista di Coppa di Promozione), Città di Minturno Marina, Trastevere).

### Regolamento
In materia di promozioni e retrocessioni fa fede il Comunicato Ufficiale del Comitato Regionale Lazio

### Promozioni
Verranno promosse nel campionato di Serie D 2015-2016 le squadre che si classificano al primo posto nei rispettivi gironi del Campionato di Eccellenza. 
Le seconde classificate parteciperanno ai Play-off nazionali secondo le modalità di svolgimento fissate dal Consiglio Direttivo della LND.

### Retrocessioni
Retrocederanno nel Campionato di Promozione 2015-2016 quattro squadre per ciascun girone.
Le squadre classificate al 17º e 18º posto dei rispettivi gironi del campionato di Eccellenza retrocederanno direttamente in Promozione. 
Le ulteriori due squadre verranno individuate mediante la disputa di gare di play-out,così articolate: le squadre classificate al 13º, 14º, 15º e 16º posto verranno abbinate tra loro (13ª classificata/16ª classificata; 14ª classificata/15ª classificata) e si scontreranno in gara unica ad eliminazione diretta, da disputarsi in casa della squadra con la migliore posizione di classifica. Le due squadre vincitrici avranno titolo alla permanenza nel campionato di Eccellenza 2015-2016.
Questi sono i gironi organizzati dal comitato regionale della regione Lazio.

## Girone A

### Squadre partecipanti
| Club                                | Città (provincia)                      | Stadio                                       | Stagione precedente                          |
| ----------------------------------- | -------------------------------------- | -------------------------------------------- | -------------------------------------------- |
| A.S.D. Almas Roma                   | Roma                                   | "S.Anna", Quartiere Appio-Latino             | 3º posto in Promozione girone A              |
| A.S.D. Civitavecchia 1920           | Civitavecchia (RM)                     | "Giovanni Maria Fattori" di Civitavecchia    | 7º posto in Eccellenza Girone A              |
| A.S.D. Cre. Cas. Città di Palombara | Cretone Castelchiodato (RM)            | Campo Sportivo, Castelchiodato               | 2º posto in Promozione Girone C              |
| A.S.D. Pol. Fonte Nuova             | Fonte Nuova (RM)                       | "Comunale" di Fonte Nuova                    | 10º posto in Eccellenza girone A             |
| Pol. D. Fregene Calcio              | Fregene di Fiumicino (RM)              | "Aristide Paglialunga" di Fregene            | 9º posto in Eccellenza girone A              |
| Futbolclub S.r.l.                   | Roma                                   | "Futbolclub Campus", Quartiere Tor di Quinto | 8º posto in Eccellenza Girone A              |
| A.S.D. Grifone Monteverde           | Roma                                   | "Villa dei Massimi", Quartiere Portuense     | 6º posto in Eccellenza girone A              |
| U.S.D. Ladispoli                    | Ladispoli (RM)                         | "Martini Marescotti" di Ladispoli            | 5º posto in Eccellenza girone A              |
| A.S.D. Montecelio-Borussia Calcio   | Montecelio di Guidonia Montecelio (RM) | "Pietro Fiorentini" di Montecelio (Guidonia) | 11º posto in Eccellenza girone A             |
| A.S.D. Montefiascone Calcio         | Montefiascone (VT)                     | "Comunale Fontanelle" di Montefiascone       | 12º posto in Eccellenza girone A             |
| A.S.D. Monterotondo Calcio          | Monterotondo (RM)                      | "Fausto Cecconi" di Monterotondo             | 14º posto in Eccellenza girone A (ripescata) |
| A.S.D. Nuova S. Maria delle Mole    | Santa Maria delle Mole di Marino (RM)  | "Domenico Fiore" di Marino                   | 17º posto in Serie D                         |
| A.S.D. Nuova Sorianese Calcio       | Soriano nel Cimino (VT)                | "Comunale" di Soriano nel Cimino             | 3º posto in Eccellenza girone A              |
| A.S.D. Real Monterosi               | Monterosi (VT)                         | "Marcello Martelli" di Monterosi             | 13º posto in Eccellenza girone A             |
| A.S.D. Sporting Città di Fiumicino  | Fiumicino (RM)                         | Comunale "Vincenzo Cetorelli", Fiumicino     | 2º posto in Promozione Girone A              |
| A.S.D. Trastevere                   | Roma                                   | "Vittorio Bachelet", Portuense               | 8º posto in Promozione Girone C              |
| A.S.D. Vigor Acquapendente          | Acquapendente (VT)                     | Campo "Dante Vitali", Acquapendente          | 1º posto in Promozione Girone B              |
| A.S.D. Villanova Calcio             | Villanova di Guidonia Montecelio (RM)  | "Attilio Ferraris", Villanova di Guidonia    | 4º posto in Eccellenza girone A              |

### Classifica finale
|  | Pos. | Squadra               | Pt | G  | V  | N  | P  | GF | GS | DR  |
|  | ---- | --------------------- | -- | -- | -- | -- | -- | -- | -- | --- |
|  | 1.   | Trastevere            | 66 | 34 | 20 | 6  | 8  | 68 | 39 | +29 |
|  | 2.   | Sporting Fiumicino    | 64 | 34 | 19 | 7  | 8  | 63 | 43 | +20 |
|  | 3.   | Villanova             | 60 | 34 | 17 | 9  | 8  | 49 | 31 | +18 |
|  | 4.   | Fregene               | 59 | 34 | 18 | 5  | 11 | 69 | 44 | +25 |
|  | 5.   | Vigor Acquapendente   | 58 | 34 | 16 | 10 | 8  | 55 | 38 | +17 |
|  | 6.   | Fonte Nuova           | 55 | 34 | 15 | 10 | 8  | 75 | 48 | +27 |
|  | 7.   | Ladispoli             | 53 | 34 | 14 | 11 | 9  | 48 | 37 | +11 |
|  | 8.   | Montecelio-Borussia   | 48 | 34 | 12 | 12 | 10 | 39 | 40 | -1  |
|  | 9.   | ALMAS                 | 46 | 34 | 12 | 10 | 12 | 46 | 46 | 0   |
|  | 10.  | Città di Palombara    | 46 | 34 | 12 | 10 | 12 | 40 | 42 | -2  |
|  | 11.  | Grifone Monteverde    | 45 | 34 | 13 | 6  | 15 | 39 | 42 | -3  |
|  | 12.  | Nuova Sorianese       | 44 | 34 | 11 | 11 | 12 | 55 | 54 | +1  |
|  | 13.  | Monterotondo (-1)     | 43 | 34 | 13 | 5  | 16 | 43 | 54 | -11 |
|  | 14.  | Civitavecchia (-1)    | 40 | 34 | 11 | 8  | 15 | 38 | 45 | -7  |
|  | 15.  | Montefiascone         | 34 | 34 | 9  | 7  | 18 | 40 | 55 | -15 |
|  | 16.  | Real Monterosi        | 26 | 34 | 4  | 14 | 16 | 56 | 79 | -23 |
|  | 17.  | N. S. Maria Mole (-2) | 25 | 34 | 6  | 9  | 19 | 37 | 80 | -43 |
|  | 18.  | Futbolclub            | 24 | 34 | 6  | 6  | 22 | 32 | 75 | -43 |

Legenda:
      Promossa in Serie D 2015-2016.
      Ammessa ai play-off nazionali.
 Ai play-out.
      Retrocessa in Promozione Lazio 2015-2016.
Regolamento:
Tre punti a vittoria, uno a pareggio, zero a sconfitta.
Note:
Il Monterotondo ha scontato 1 punto di penalizzazione.
Il Civitavecchia ha scontato 1 punto di penalizzazione.
La N. S.Maria Mole ha scontato 2 punti di penalizzazione.
Il Civitavecchia poi ripescato in Eccellenza Lazio 2015-2016.

### Risultati

#### Tabellone
|                     | Alm  | CdP  | Civ  | FNu  | Fre  | Fut  | Gri  | Lad  | MtB  | Mfc  | Mon  | NSM  | NSo  | RMo  | SFi  | Tra  | Vaq  | Vil  |
| ------------------- | ---- | ---- | ---- | ---- | ---- | ---- | ---- | ---- | ---- | ---- | ---- | ---- | ---- | ---- | ---- | ---- | ---- | ---- |
| ALMAS               | –––– | 2-0  | 1-1  | 2-1  | 2-3  | 1-2  | 1-0  | 0-2  | 0-0  | 2-1  | 0-1  | 1-1  | 0-0  | 3-2  | 0-4  | 0-1  | 2-2  | 0-4  |
| Città di Palombara  | 0-0  | –––– | 0-0  | 1-1  | 0-1  | 3-1  | 1-1  | 1-1  | 0-1  | 1-0  | 0-2  | 2-0  | 3-1  | 1-0  | 0-1  | 3-2  | 0-0  | 1-0  |
| Civitavecchia       | 1-1  | 0-1  | –––– | 1-2  | 1-0  | 3-1  | 0-1  | 1-2  | 1-0  | 1-2  | 3-2  | 0-0  | 0-1  | 2-2  | 0-1  | 1-1  | 0-1  | 1-1  |
| Fonte Nuova         | 0-0  | 2-3  | 4-0  | –––– | 2-4  | 2-0  | 2-2  | 5-2  | 2-2  | 3-1  | 1-0  | 8-0  | 1-2  | 4-1  | 2-3  | 4-0  | 3-3  | 2-2  |
| Fregene             | 4-1  | 3-2  | 0-2  | 2-3  | –––– | 3-1  | 0-1  | 4-1  | 1-2  | 2-0  | 5-1  | 2-0  | 5-3  | 3-0  | 2-2  | 1-2  | 3-2  | 0-1  |
| Futbolclub          | 3-1  | 3-1  | 1-4  | 1-5  | 0-1  | –––– | 1-3  | 2-2  | 0-1  | 0-2  | 1-0  | 2-1  | 0-4  | 1-1  | 1-3  | 1-6  | 0-2  | 1-1  |
| Grifone Monteverde  | 1-0  | 2-2  | 1-0  | 2-0  | 0-3  | 1-1  | –––– | 0-0  | 4-0  | 1-0  | 0-1  | 4-1  | 1-2  | 3-0  | 1-3  | 0-2  | 1-3  | 1-2  |
| Ladispoli           | 2-2  | 1-1  | 1-1  | 0-0  | 1-2  | 1-0  | 3-0  | –––– | 1-0  | 1-0  | 0-1  | 2-0  | 4-1  | 2-0  | 1-0  | 1-1  | 2-1  | 1-0  |
| Montecelio Borussia | 1-2  | 0-2  | 1-3  | 0-0  | 1-5  | 3-0  | 0-1  | 0-2  | –––– | 3-1  | 3-0  | 1-0  | 1-1  | 2-1  | 2-2  | 2-1  | 3-1  | 1-0  |
| Montefiascone       | 1-3  | 2-1  | 1-2  | 0-1  | 1-1  | 1-0  | 1-0  | 4-0  | 0-0  | –––– | 0-1  | 4-1  | 2-2  | 0-0  | 1-0  | 1-2  | 1-3  | 1-1  |
| Monterotondo        | 2-1  | 1-3  | 1-3  | 1-5  | 1-2  | 1-1  | 1-0  | 2-2  | 0-1  | 3-0  | –––– | 2-0  | 1-2  | 5-2  | 0-2  | 0-2  | 1-1  | 0-1  |
| N.S.Maria Mole      | 1-4  | 3-2  | 0-3  | 1-0  | 2-2  | 3-1  | 3-2  | 0-6  | 1-1  | 3-3  | 0-1  | –––– | 2-1  | 3-3  | 2-3  | 0-3  | 2-1  | 0-1  |
| N.Sorianese         | 2-3  | 0-0  | 1-2  | 2-3  | 3-2  | 3-0  | 0-0  | 1-0  | 2-0  | 1-1  | 3-3  | 2-2  | –––– | 3-3  | 1-0  | 1-3  | 5-1  | 1-2  |
| Real Monterosi      | 0-4  | 4-2  | 2-0  | 2-3  | 2-2  | 1-1  | 2-3  | 1-1  | 1-1  | 4-3  | 4-4  | 3-1  | 0-2  | –––– | 3-3  | 2-4  | 3-3  | 4-5  |
| Sporting Fiumicino  | 0-2  | 1-3  | 5-1  | 2-0  | 1-0  | 2-1  | 2-1  | 2-1  | 3-2  | 2-3  | 3-0  | 1-1  | 2-1  | 2-2  | –––– | 0-3  | 0-0  | 3-1  |
| Trastevere          | 1-4  | 4-0  | 3-0  | 4-2  | 1-0  | 3-2  | 0-1  | 2-1  | 2-2  | 4-0  | 0-1  | 1-1  | 2-0  | 1-1  | 1-3  | –––– | 2-0  | 0-2  |
| Vigor Acquapendente | 1-0  | 2-0  | 2-0  | 2-1  | 1-1  | 2-0  | 2-0  | 1-0  | 0-0  | 1-2  | 3-1  | 6-1  | 1-1  | 1-0  | 2-0  | 1-1  | –––– | 2-1  |
| Villanova           | 1-1  | 0-0  | 2-0  | 0-0  | 1-0  | 4-1  | 3-0  | 1-1  | 0-0  | 4-1  | 0-2  | 2-1  | 2-0  | 1-0  | 1-2  | 1-3  | 1-0  | –––– |

### Spareggi

#### Play-out
Come da regolamento, il match di play-out tra la 13ª (Monterotondo) e la 16ª (Real Monterosi) non si è svolto in quanto a fine campionato tra le due squadre ci sono più di 8 punti di distacco.
|               | Risultati |               | Luogo e data                  |
| ------------- | --------- | ------------- | ----------------------------- |
| Civitavecchia | 0-1       | Montefiascone | Civitavecchia, 10 maggio 2015 |
|               |           |               |                               |

## Girone B

### Squadre partecipanti
| Club                                | Città (provincia)                            | Stadio                                    | Stagione precedente                          |
| ----------------------------------- | -------------------------------------------- | ----------------------------------------- | -------------------------------------------- |
| S.S.D. Albalonga Calcio             | Albano Laziale (RM)                          | "Pio XII" di Albano Laziale               | 2º posto in Eccellenza girone B              |
| A.S.D. Atletico Boville Ernica      | Boville Ernica (FR)                          | "Montorli" di Boville Ernica              | 11º posto in Eccellenza girone B             |
| A.S.D. Audace Sanvito Empolitana    | Pisoniano - San Vito Romano - Genazzano (RM) | "Le Rose" di Genazzano                    | 15º posto in Eccellenza girone A             |
| A.S.D. Borgo Podgora 1950           | Borgo Podgora (LT)                           | "Pietro Bongiorno" di Borgo Podgora       | 5º posto in Eccellenza girone B              |
| A.S.D. Cassino Calcio               | Cassino (FR)                                 | "Gino Salveti" di Cassino                 | 1º posto in Promozione girone D              |
| A.S.D. Città di Minturno Marina     | Minturno (LT)                                | Comunale di Minturno                      | 3º posto in Promozione girone D              |
| S.S.D. Colleferro Calcio            | Colleferro (RM)                              | "Andrea Caslini" di Colleferro            | 3º posto in Eccellenza girone B              |
| Pol. Gaeta                          | Gaeta (LT)                                   | "Antonio Riciniello" di Gaeta             | 15º posto in Eccellenza Girone B             |
| A.S.D. Lariano Calcio 1963          | Lariano (RM)                                 | "Roberto Abbafati" di Lariano             | 8º posto in Eccellenza Girone B              |
| A.S.D. Monte San Giovanni Campano   | Monte San Giovanni Campano (FR)              | "San Marco" di Monte San Giovanni Campano | 14º posto in Eccellenza girone B (ripescata) |
| A.S.D. Morolo Calcio                | Morolo (FR)                                  | "Arnaldo Marocco" di Morolo               | 12º posto in Eccellenza girone B             |
| A.S.D. Nettuno                      | Nettuno (RM)                                 | Comunale "Celestino Masin", Nettuno       | 1º posto in Promozione girone A              |
| A.S. Nuova Itri                     | Itri (LT)                                    | Comunale di Itri                          | 2º posto in Promozione girone D              |
| A.S.D. Pomezia Calcio               | Pomezia (RM)                                 | Stadio "Comunale" di Pomezia              | 6º posto in Eccellenza girone B              |
| A.S.D. Roccasecca T. di San Tommaso | Roccasecca (FR)                              | "Lino Battista" di Roccasecca             | 7º posto in Eccellenza girone B              |
| S.S.D. Semprevisa                   | Carpineto Romano (RM)                        | "Ludovico Galeotti" di Carpineto Romano   | 9º posto in Eccellenza girone B              |
| A.S.D. Serpentara Bellegra Olevano  | Bellegra - Olevano Romano (RM)               | "Giovanni Savoia", Bellegra               | 1º posto in Promozione Girone C              |
| A.S.D. Vis Artena                   | Artena (RM)                                  | "Comunale" di Artena                      | 4º posto in Eccellenza girone B              |

### Classifica finale
|  | Pos. | Squadra                  | Pt | G  | V  | N  | P  | GF | GS | DR  |
|  | ---- | ------------------------ | -- | -- | -- | -- | -- | -- | -- | --- |
|  | 1.   | Albalonga                | 78 | 34 | 25 | 3  | 6  | 89 | 29 | +60 |
|  | 2.   | Serpentara Bellegra Ol.  | 76 | 34 | 23 | 7  | 4  | 59 | 25 | +34 |
|  | 3.   | Colleferro               | 76 | 34 | 24 | 4  | 6  | 63 | 24 | +39 |
|  | 4.   | Nuova Itri               | 74 | 34 | 23 | 5  | 6  | 67 | 42 | +25 |
|  | 5.   | Cassino                  | 63 | 34 | 19 | 6  | 9  | 59 | 35 | +24 |
|  | 6.   | Gaeta (-3)               | 56 | 34 | 17 | 8  | 9  | 63 | 44 | +19 |
|  | 7.   | Nettuno                  | 54 | 34 | 15 | 9  | 10 | 42 | 33 | +9  |
|  | 8.   | Lariano                  | 42 | 34 | 12 | 6  | 16 | 49 | 62 | -13 |
|  | 9.   | Pomezia                  | 40 | 34 | 9  | 13 | 12 | 47 | 53 | -6  |
|  | 10.  | Vis Artena               | 39 | 34 | 8  | 15 | 11 | 43 | 47 | -4  |
|  | 11.  | Audace Sanvito Emp.      | 38 | 34 | 9  | 11 | 14 | 51 | 53 | -2  |
|  | 12.  | Città di Minturno Marina | 36 | 34 | 11 | 3  | 20 | 31 | 60 | -29 |
|  | 13.  | Morolo                   | 36 | 34 | 10 | 6  | 18 | 31 | 52 | -21 |
|  | 14.  | Roccasecca T.S.T.        | 35 | 34 | 9  | 8  | 17 | 34 | 51 | -17 |
|  | 15.  | Semprevisa               | 33 | 34 | 7  | 12 | 15 | 31 | 38 | -7  |
|  | 16.  | Monte San Giovanni C.    | 27 | 34 | 6  | 9  | 19 | 31 | 65 | -34 |
|  | 17.  | Borgo Podgora            | 27 | 34 | 8  | 3  | 23 | 29 | 59 | -30 |
|  | 18.  | Atletico Boville Ernica  | 19 | 34 | 5  | 4  | 25 | 23 | 70 | -47 |

Legenda:
      Promossa in Serie D 2015-2016.
      Ammessa ai play-off nazionali.
 Ai play-out.
      Retrocessa in Promozione Lazio 2015-2016.
Regolamento:
Tre punti a vittoria, uno a pareggio, zero a sconfitta.
Note:
Il Gaeta ha scontato 3 punti di penalizzazione.

### Risultati

#### Tabellone
|                         | Alb  | ABo  | ASV  | BPo  | Cas  | CdM  | Col  | Gae  | Lar  | MSGC | Mor  | Net  | NIt  | Pom  | Roc  | Sem  | Ser  | VAr  |
| ----------------------- | ---- | ---- | ---- | ---- | ---- | ---- | ---- | ---- | ---- | ---- | ---- | ---- | ---- | ---- | ---- | ---- | ---- | ---- |
| Albalonga               | –––– | 2-0  | 5-2  | 2-1  | 3-1  | 6-0  | 3-0  | 4-0  | 4-0  | 5-0  | 2-1  | 2-0  | 2-0  | 2-2  | 4-0  | 2-0  | 0-1  | 3-1  |
| Atletico Boville Ernica | 1-4  | –––– | 1-1  | 0-2  | 2-1  | 3-2  | 0-4  | 0-1  | 1-0  | 4-1  | 2-2  | 0-2  | 0-1  | 1-1  | 1-3  | 1-0  | 2-4  | 0-1  |
| Audace Sanvito          | 2-5  | 0-3  | –––– | 5-1  | 0-2  | 3-1  | 2-0  | 2-2  | 4-1  | 4-1  | 3-0  | 1-2  | 1-2  | 1-1  | 1-1  | 1-1  | 1-2  | 2-2  |
| Borgo Podgora           | 0-1  | 0-0  | 1-2  | –––– | 0-1  | 2-0  | 0-1  | 1-4  | 2-1  | 1-0  | 1-0  | 0-2  | 1-2  | 4-2  | 0-3  | 3-0  | 0-0  | 3-2  |
| Cassino                 | 0-3  | 6-0  | 2-0  | 2-0  | –––– | 1-0  | 0-0  | 0-2  | 2-0  | 6-1  | 1-0  | 2-2  | 1-4  | 4-0  | 3-1  | 1-0  | 3-1  | 0-0  |
| Città di Minturno       | 2-7  | 2-0  | 1-0  | 2-1  | 0-3  | –––– | 0-1  | 2-0  | 2-1  | 2-1  | 2-0  | 2-1  | 0-1  | 0-0  | 0-1  | 2-0  | 1-1  | 2-1  |
| Colleferro              | 0-1  | 3-0  | 4-2  | 2-1  | 5-3  | 5-0  | –––– | 3-1  | 0-1  | 3-0  | 1-0  | 0-0  | 3-1  | 3-0  | 2-1  | 2-0  | 0-2  | 1-0  |
| Gaeta                   | 3-0  | 3-2  | 0-1  | 3-0  | 0-1  | 1-0  | 1-0  | –––– | 4-3  | 4-3  | 1-1  | 2-0  | 2-1  | 2-2  | 6-1  | 1-1  | 1-3  | 4-0  |
| Lariano                 | 2-2  | 1-0  | 2-1  | 1-0  | 0-2  | 2-1  | 1-3  | 2-3  | –––– | 1-5  | 0-1  | 2-0  | 3-1  | 1-1  | 3-1  | 2-0  | 1-3  | 2-2  |
| Monte S.G.C.            | 0-0  | 2-0  | 0-0  | 2-0  | 1-1  | 0-2  | 0-5  | 1-4  | 0-2  | –––– | 0-2  | 2-1  | 1-2  | 1-1  | 0-0  | 0-1  | 0-2  | 1-1  |
| Morolo                  | 2-0  | 1-0  | 0-0  | 2-0  | 1-0  | 2-1  | 0-2  | 0-3  | 2-4  | 0-2  | –––– | 1-2  | 0-1  | 2-1  | 1-0  | 1-1  | 1-2  | 4-2  |
| Nettuno                 | 0-1  | 3-1  | 2-0  | 1-0  | 3-1  | 2-0  | 0-1  | 0-0  | 1-1  | 1-1  | 3-0  | –––– | 0-1  | 1-0  | 2-1  | 1-1  | 2-1  | 1-1  |
| Nuova Itri              | 3-2  | 1-0  | 3-3  | 3-1  | 1-3  | 2-0  | 0-1  | 3-1  | 4-4  | 2-2  | 2-1  | 2-1  | –––– | 5-2  | 3-0  | 1-0  | 2-1  | 1-1  |
| Pomezia                 | 0-4  | 5-1  | 3-0  | 3-1  | 2-2  | 1-1  | 1-3  | 3-2  | 3-0  | 0-0  | 3-0  | 0-0  | 1-4  | –––– | 1-0  | 1-0  | 1-2  | 1-1  |
| Roccasecca T.S.T.       | 0-3  | 1-0  | 1-1  | 1-1  | 0-1  | 2-0  | 0-2  | 1-1  | 1-1  | 4-2  | 3-0  | 0-1  | 0-1  | 1-3  | –––– | 2-1  | 1-2  | 1-1  |
| Semprevisa              | 0-2  | 2-0  | 1-1  | 4-0  | 1-3  | 3-0  | 3-1  | 0-0  | 2-3  | 3-0  | 1-1  | 1-2  | 1-2  | 1-0  | 1-1  | –––– | 0-0  | 1-1  |
| Serpentara Bellegra O.  | 2-0  | 4-0  | 2-1  | 1-0  | 0-0  | 2-0  | 1-1  | 2-0  | 2-0  | 1-0  | 4-0  | 1-1  | 2-3  | 2-1  | 2-0  | 0-0  | –––– | 1-0  |
| Vis Artena              | 2-4  | 1-0  | 1-0  | 4-1  | 2-0  | 3-1  | 0-0  | 1-1  | 2-1  | 0-1  | 2-2  | 4-2  | 1-1  | 1-1  | 0-1  | 0-0  | 2-3  | –––– |

### Spareggi

#### Play-off
|            | Risultati |                             | Luogo e data            |
| ---------- | --------- | --------------------------- | ----------------------- |
| Colleferro | 0-2       | Serpentara Bellegra Olevano | Perugia, 10 maggio 2015 |
|            |           |                             |                         |

#### Play-out
Come da regolamento, il match di play-out tra la 13ª (Morolo) e la 16ª (Monte San Giovanni Campano) non si è svolto in quanto a fine campionato tra le due squadre ci sono più di 8 punti di distacco.
|                              | Risultati |            | Luogo e data               |
| ---------------------------- | --------- | ---------- | -------------------------- |
| Roccasecca T. di San Tommaso | 0-0 (dts) | Semprevisa | Roccasecca, 10 maggio 2015 |
|                              |           |            |                            |